# Gadungan (Selemadeg Timur)
Gadungan is een bestuurslaag in het regentschap Tabanan van de provincie Bali, Indonesië. Gadungan telt 2786 inwoners (volkstelling 2010).